# Bearspaw
Bearspaw est une bande indienne de la Première Nation des Stoneys en Alberta au Canada. Elle habite principalement sur quatre réserves. En 2016, elle a une population inscrite totale de 1 912 membres. Elle fait partie de la Première Nation des Stoney avec les bandes de Chiniki et de Wesley. Elle est signataire du Traité 7.

## Démographie
Les membres de la bande de Bearspaw sont des Stoneys. En avril 2016, la bande avait une population inscrite totale de 1 912 membres dont 92,4 % vivaient sur une réserve.

## Géographie
La bande de Bearspaw habite sur quatre réserves situées en Alberta. Celles-ci sont partagées avec les autres bandes de la Première Nation des Stoney, c'est-à-dire les bandes de Chiniki et de Wesley.
| Nom                     | Superficie (ha) | Emplacement                    |
| ----------------------- | --------------- | ------------------------------ |
| Big Horn 144A (en)      | 2 127,40        |                                |
| Eden Valley 216 (en)    | 1 690,80        | 80 km au sud-ouest de Calgary  |
| Stoney 142-143-144 (en) | 39 264,50       | 56 km à l'ouest de Calgary     |
| Stoney 142B             | 5 692,40        | 48 km au nord-ouest de Calgary |

## Gouvernement
La bande de Bearspaw est gouvernée par un conseil de bande élu. Pour le mandat de 2013 à 2016, celui-ci est composé du chef Darcy Dixon et de quatre conseillers.

## Histoire
En novembre 2010, un conflit éclata lorsque le chef de la bande, David Bearspaw, décida d'annuler l'élection à venir et d'allonger son mandat de deux ans ; ce qui déclencha des protestations incluant des barricades à la réserve d'Eden Valley 216 (en) par d'autres membres de la bande. Un juge ordonna la tenue d'une élection et David Bearspaw fut battu par Darcy Dixon.